# 2015—2016年西南印度洋熱帶氣旋季
2015－2016年西南印度洋熱帶氣旋季在2015年11月15日開始，並將在2016年4月30日完結（某些地區的熱帶氣旋季將在2016年5月15日完結）。
此文內容只包含在西南印度洋形成的熱帶氣旋的介紹。
風暴是由留尼汪氣象部發出報告。如果一個熱帶低氣壓在南緯0-40度，東經31-55度之間增強為中度熱帶風暴的話，馬達加斯加就會為它命名。如果一個熱帶低氣壓在南緯0-40度，東經55-90度之間增強為中度熱帶風暴的話，毛里求斯就會為它命名。

## 熱帶氣旋
- 如果一個熱帶低氣壓在南緯0-40度，東經31-90度之間增強為中度熱帶風暴的話，馬達加斯加或毛里求斯就會為它命名。由於每年都會有新的名字清單，所以不會停用名字。

以下所有氣旋的強度及其他相關資訊均以留尼汪氣象部公報為準。

### 強烈熱帶風暴安娜貝爾（Annabelle）
2015年11月19日18:00UTC，留尼旺氣象部把一個在南緯9度，東經76度左右的低壓區升格為熱帶擾動，並給予編號01R。
11月20日06:00UTC，留尼旺氣象部將其升格為熱帶低氣壓。12:00UTC，聯合颱風警報中心將其升格為熱帶風暴，並給予編號03S。
11月21日00:00UTC，留尼旺氣象部將其升格為中度熱帶風暴，毛里裘斯氣象部門將其命名為安娜貝爾（Annabelle）。
11月23日06:00UTC，留尼旺氣象部將其升格為強烈熱帶風暴。
11月24日00:00UTC，留尼旺氣象部將其定性為後熱帶氣旋。12:00UTC，留尼旺氣象部為其發出最後的熱帶氣旋報告。同時，聯合颱風警報中心為其發出最後的熱帶氣旋報告。

### 中度熱帶風暴博黑爾（Bohale）
2015年12月8日12:00UTC，留尼旺氣象部把一個在南緯11度，東經74度左右的低壓區升格為熱帶擾動，並給予編號02R。
12月10日00:00UTC，留尼旺氣象部將其升格為熱帶低氣壓。06:00UTC，聯合颱風警報中心將其升格為熱帶風暴，並給予編號05S。
12月11日00:00UTC，留尼旺氣象部將其升格為中度熱帶風暴，毛里裘斯氣象部門將其命名為博黑爾（Bohale）。06:00UTC，留尼旺氣象部將其定性為後熱帶氣旋。
12月12日12:00UTC，聯合颱風警報中心為其發出最後的熱帶氣旋報告。
12月13日12:00UTC，留尼旺氣象部為其發出最後的熱帶氣旋報告。

### 強烈熱帶風暴科朗汀（Corentin）
2016年1月20日12:00UTC，留尼旺氣象部把一個在南緯14度，東經77度左右的低壓區升格為熱帶擾動，並給予編號03R。
1月21日06:00UTC，留尼旺氣象部將其升格為熱帶低氣壓。12:00UTC，留尼旺氣象部將其升格為中度熱帶風暴，毛里裘斯氣象部門將其命名為科朗汀（Corentin）。同時，聯合颱風警報中心將其升格為熱帶風暴，並給予編號08S。
1月22日06:00UTC，留尼旺氣象部將其升格為強烈熱帶風暴。12:00UTC，聯合颱風警報中心將其升格為一級熱帶氣旋。
1月23日18:00UTC，留尼旺氣象部將其降格為中度熱帶風暴。
1月24日00:00UTC，聯合颱風警報中心將其降格為熱帶風暴。
1月25日06:00UTC，留尼旺氣象部將其定性為後熱帶氣旋。12:00UTC，聯合颱風警報中心為其發出最後的熱帶氣旋報告。
1月27日12:00UTC，留尼旺氣象部為其發出最後的熱帶氣旋報告。

### 中度熱帶風暴達亞（Daya）
2016年2月8日12:00UTC，留尼旺氣象部把一個在南緯19度，東經53度左右的低壓區升格為熱帶擾動，並給予編號04R。
2月10日06:00UTC，留尼旺氣象部將其升格為熱帶低氣壓。12:00UTC，聯合颱風警報中心將其升格為熱帶風暴，並給予編號10S。18:00UTC，留尼旺氣象部將其升格為中度熱帶風暴，馬達加斯加氣象部門將其命名為達亞（Daya）。
2月12日00:00UTC，聯合颱風警報中心為其發出最後的熱帶氣旋報告。06:00UTC，留尼旺氣象部將其定性為後熱帶氣旋。
2月13日06:00UTC，留尼旺氣象部為其發出最後的熱帶氣旋報告。

## 2015-16年風暴名單
西南印度洋的熱帶氣旋是由世界氣象組織西南印度洋熱帶氣旋委員會命名。由毛里裘斯、馬拉維、莫桑比克、納米比亞、塞舌爾、南非、斯威士蘭、津巴布韋、坦桑尼亞、博茨瓦納、科摩羅、萊索托和馬達加斯加提供名字。當熱帶氣旋在東經55度以西達到「中度熱帶風暴」的強度，位於馬達加斯加的熱帶氣旋警告中心就會為該系統命名。當熱帶氣旋在東經55度及東經90度之間達到「中度熱帶風暴」的強度，位於毛里裘斯的熱帶氣旋警告中心就會為該系統命名。本年未用名稱以灰色表示，黑體字表示今年已經使用過，粗體名稱表示該風暴活躍中，橙色表示下一個即將使用的熱帶氣旋名稱。
| - Annabelle - Bohale - Corentin - Daya - Emeraude - Fantala - Gao（未用） - Hassina（未用） - Inacio（未用） | - Juma（未用） - Ketiwe（未用） - Lalelani（未用） - Moabi（未用） - Naima（未用） - Octave（未用） - Piera（未用） - Quizito（未用） - Richard（未用） | - Sofia（未用） - Tatiana（未用） - Umboni（未用） - Vela（未用） - Wayne（未用） - Xaba（未用） - Yazid（未用） - Zenani（未用） |

## 外部連結
- 聯合颱風警報中心 (JTWC)
- 法國氣象局 (RSMC La Réunion)
- 世界氣象組織